# Matsuura
Matsuura (松浦市, Matsuura-shi) és una ciutat de la prefectura de Nagasaki, al Japó.
El febrer de 2016 tenia una població estimada de 24.026 habitants. Té una àrea total de 130,37 km².

## Geografia
Matsuura està situada al nord-est de la prefectura de Nagasaki, i fa frontera amb la prefectura de Saga pel sud-est de la ciutat i amb l'estret de Corea pel nord-oest.
La ciutat de Matsuura està formada per un conjunt de pobles, illes i illots. El centre de l'actual ciutat de Matsuura correspon a la ubicació de l'antic poble de Shisa. En ordre descendent de mida, s'hi troben les illes de Takashima, Fukushima, Kuroshima i Ao.

## Història
Mencions del "comtat de Matsura" apareixen en manuscrits del període Heian, i l'àrea fou seu del clan Matsura, un clan guerrer local. Takashima, actualment dins del terme municipal, fou l'indret on les invasions mongoles del Japó enfebliren degut als tifons de 1274 i 1281, fets que donaren lloc a la llegenda del kamikaze.
Matsuura fou fundada el 31 de març de 1955 com a resultat de la fusió de diversos pobles i viles. L'1 de gener de 2006 Matsuura absorbí els pobles de Fukushima i Takashima (ambdós del districte de Kitamatsuura).

## Agermanament
- Mackay, Queensland, Austràlia